# Vesalea floribunda
Vesalea floribunda là một loài thực vật có hoa trong họ Kim ngân. Loài này được Martin Martens và Henri Guillaume Galeotti miêu tả khoa học đầu tiên năm 1844.
Loài này có tại Mexico (Chiapas, Oaxaca, Puebla, Veracruz).